# Potamomusa
Potamomusa és un gènere d'arnes de la família Crambidae.

## Taxonomia
- Potamomusa aquilonia Yoshiyasu, 1985
- Potamomusa midas (Butler, 1881)